# تشوكانلو (فاروج)
تشوكانلو (بالفارسية: چوکانلو) هي مستوطنة تقع في قسم تشاه جهان الريفي في إيران. يقدر عدد سكانها بـ 1,683 نسمة .